# Tailstrike

On voit les étincelles à l’arrière de l'avion lors du tailstrike.

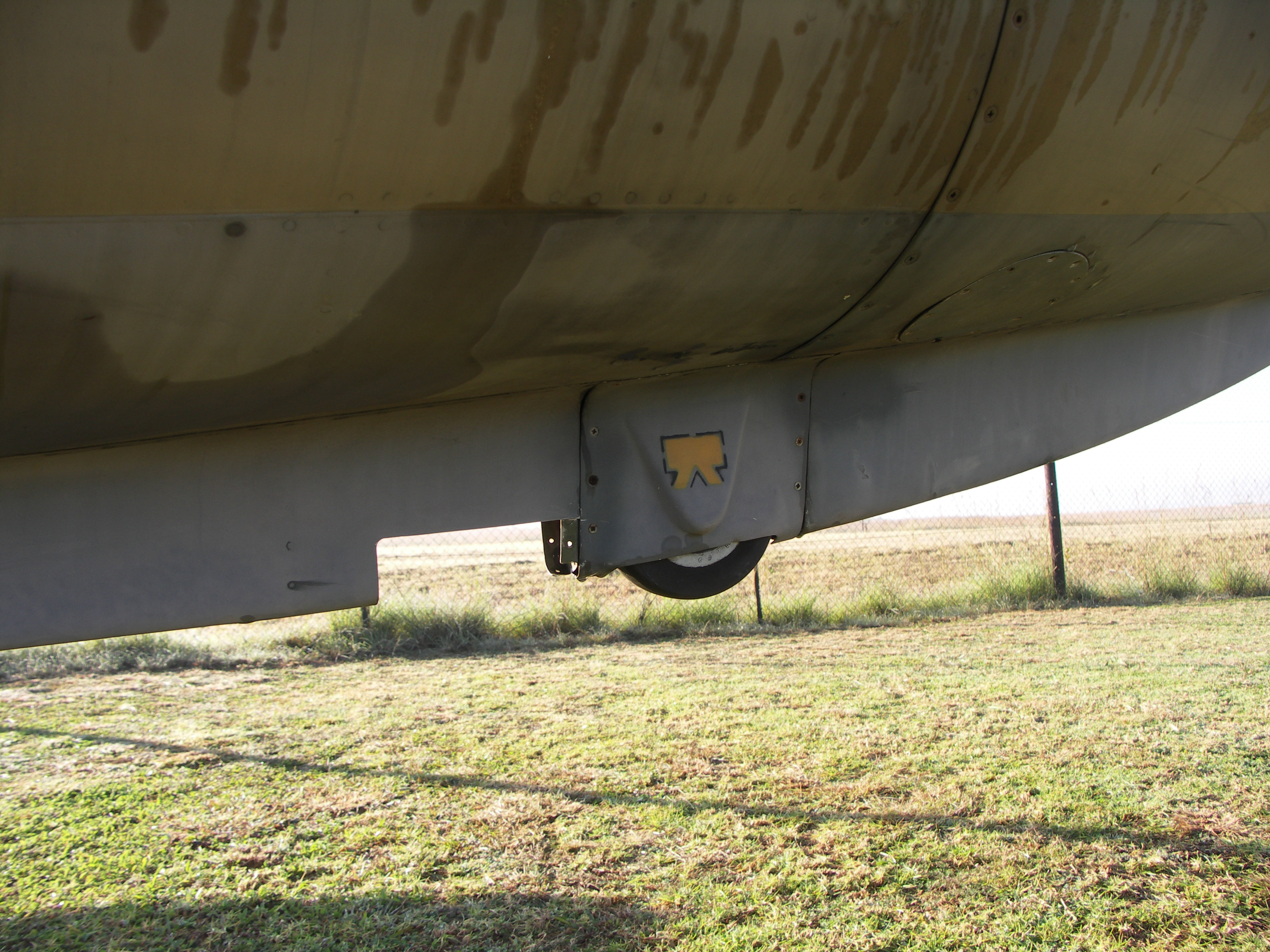
Roulette de queue sur une Impala MK II (Aermacchi MB-326) pour prévenir des dommages causés par un tailstrike.

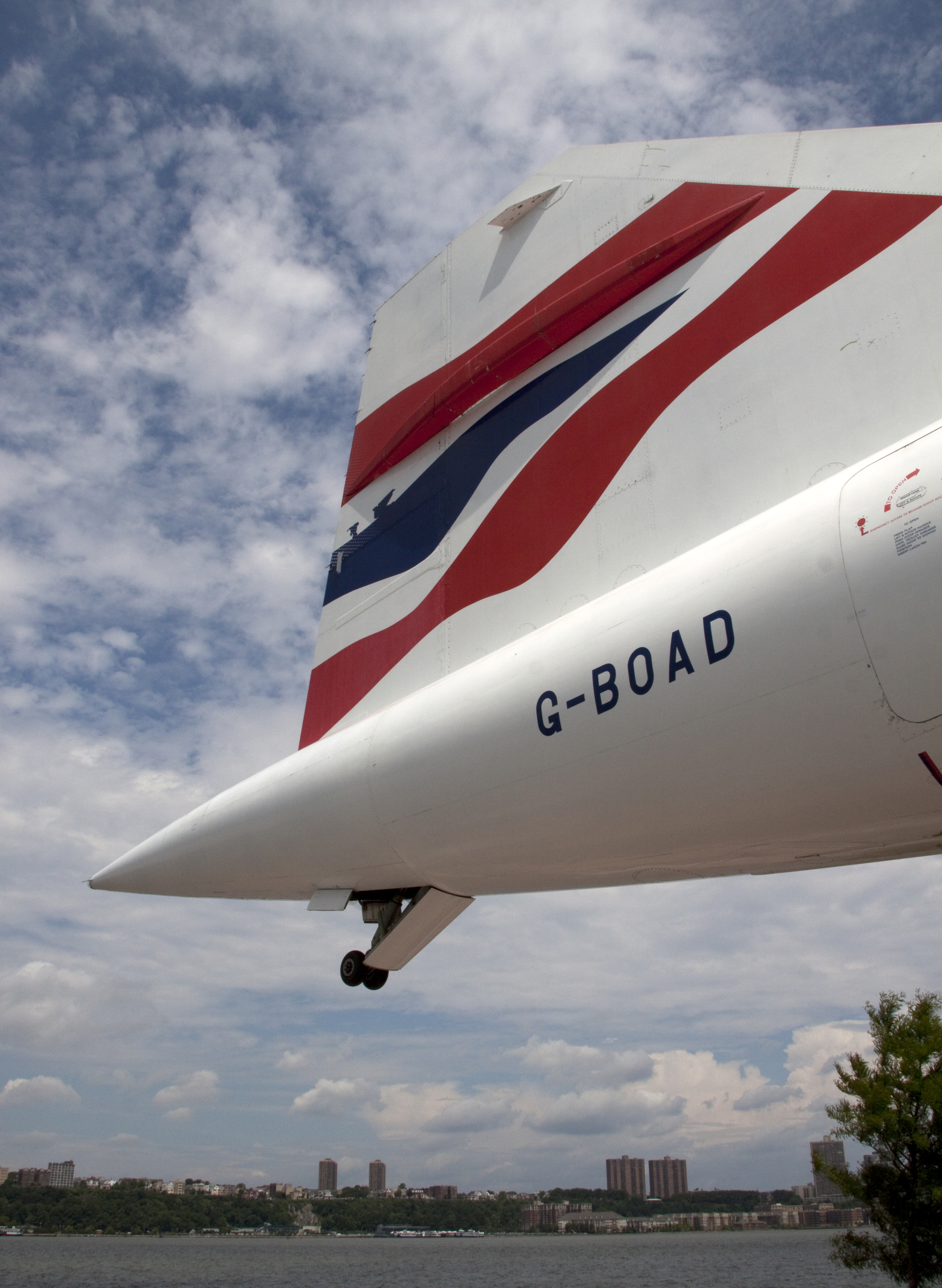
Roue à l'arrière d'un Concorde destinée à protéger la structure en cas de tailstrike.

Un tailstrike (fr. toucher de queue) est un anglicisme décrivant un choc (strike) entre la queue d'un aéronef (tail) et le sol. Selon la gravité du choc, il peut être classé en tant qu'incident ou qu'accident. Il peut intervenir au décollage ou à l’atterrissage.

## Exemples de catastrophes dues à un tailstrike
- Vol Asiana Airlines 214, le 6 juillet 2013, un probable tailstrike du Boeing 777 de la compagnie coréenne à l'atterrissage à l'aéroport de San Francisco provoque la rupture de la queue suivi d'une sortie de piste et d'un incendie de l'appareil. Il y a 3 morts et 181 blessés. C’est le premier accident mortel du Boeing 777[2].
- Vol China Airlines 611, catastrophe aérienne la plus grave de l'année 2002. Le Boeing 747 de la compagnie taïwanaise se désintègre en plein vol, faisant 225 victimes. L'accident est dû à une mauvaise réparation à la suite d'un tailstrike intervenu 22 ans plus tôt, le 7 février 1980, lors d'un  atterrissage à Hong Kong et d'une réparation non conforme ayant entrainé une usure anormale[3].
- Vol Japan Airlines 123, écrasement d'un Boeing 747 dans les environs du mont Osutaka, à 100 km de Tokyo, le lundi 12 août 1985 (4 survivants). L'accident est dû à la mauvaise réparation de la cloison étanche à la suite d'un tailstrike de l'avion lors d'un décollage sept ans plus tôt, en juin 1978. La cloison céda en vol, faisant perdre à l'avion 4 circuits hydrauliques et sa dérive, le rendant ingouvernable[4].